# Kompleks dekapiranja
iRNK kompleks dekapiranja je proteinski kompleks u eukariotskim ćelijama koji je odgovoran za uklanjanje 5' kape. U osnovi kompleksa dekapiranja je enzim  Nudiks familije. Niz drugih proteina formira ovaj kompleks u zajednici sa Dcp2.

## Kompleks dekapiranja kvasca
U kvascu, Dcp2 je u sprezi sa aktivatorom dekapiranja Dcp1, helikazom Dhh1, egzonukleazom Xrn1, faktorima nesmisleno posredovanog raspada Upf1, Upf2, i Upf3, LSm kompleksom, Pat1, i raznim drugim proteinima. Ti proteini su lokalizovani na citoplazmatičnim strukturama zvanim P-tela. U kvascu translacioni faktori ili ribozomalni proteini nisu prisutni unutar P-tela.